# Alfie Doughty
Alfie Henry Doughty (* 21. prosince 1999 Londýn) je anglický profesionální fotbalista, který hraje na pozici levého záložníka či obránce za anglický klub Luton Town FC.

## Klubová kariéra

### Charlton Athletic
Doughty je odchovancem akademie Charltonu Athletic a přes mládežnické týmy se dostal až do A-týmu, kde 14. srpna 2018 debutoval v zápase EFL Cupu proti Milton Keynes Dons.
V říjnu 2018 odešel Doughty na měsíční hostování do Kingstonianu do Isthmian League. 7. září 2019 se Doughty připojil k Bromley na další měsíční hostování do páté nejvyšší soutěže.
V sezóně 2019/20 se stal Doughty stabilním členem sestavy Charltonu, nicméně nedokázal zabránit sestupu klubu do League One. Díky svým výkonům v sezóně byl zvolen nejlepším mladým hráčem roku v Charltonu.
Doughty začal sezónu 2020/21 v dobré formě, ale 24. října 2020 utrpěl na hřišti Northamptonu Town zranění podkolenní šlachy, a tak pro něj sezóna předčasně skončila.

### Stoke City
V lednu 2021 odešel na do druholigového Stoke City, na svůj debut v klubu si však musel počkat až do 7. srpna, kdy naskočil do ligového utkání proti Readingu. V týmu Michaela O'Neilla se však nedokázal prosadit a v lize nastoupil pouze v jedenácti zápasech jako náhradník. V lednu 2022 se tak Doughty připojil k velšskému Cardiffu City na půlroční hostování do konce sezony 2021/22.

### Luton Town
Dne 20. června 2022 přestoupil Doughty do druholigového Lutonu Town. Doughty se ze začátku sezóny 2022/23 nedokázal dostat do základní sestavy, svůj ligový debut v dresu Lutonu si odbyl 18. října 2022 při výhře 1:0 nad Norwichem. V průběhu sezóny se stal klíčovým hráčem týmu Roba Edwardse a 2 brankami a 5 asistencemi pomohl klubu k postupu do play-off. V semifinále asistencí na rozhodující branku Toma Lockyera přispěl k výhře 2:0 nad Sunderlandem a k postupu do finále, kde Luton porazil Coventry City po penaltovém rozstřelu a postoupil do Premier League.